# Kathedraal van Arundel
De Kathedraal van Arundel, officieel Kathedrale kerk van Onze-Lieve-Vrouwe en Sint-Philip Howard (Engels: The Cathedral Church of Our Lady and St Philip Howard) is een rooms-katholieke kathedraal in Arundel in het Engelse graafschap West Sussex. Het gebouw werd in 1873 gewijd als kerk voor de katholieke parochie van Arundel. Het gebouw kreeg na de oprichting van het bisdom Arundel en Brighton in 1965 de status van kathedraal. Het gebouw is tegenwoordig ook zetel van de bisschop van Arundel en Brighton.

## Geschiedenis
De locatie, de bouw, het ontwerp en de wijding van de kathedraal zijn voor een groot gedeelte te danken aan het Huis Howard. De leden van dit huis vormen het meest prominente rooms-katholieke geslacht van Engeland, dat vanwege de titel hertog van Norfolk ("premier duke") rechtstreeks onder de Britse koninklijke familie valt in de Peerage van Engeland. Sinds 1102 resideert deze familie al in het Arundel Castle.
In 1664 werd door het aannemen van de Conventicle Act de rooms-katholieke eredienst in Engeland verboden en gingen alle kerken en kathedralen over naar de Anglicaanse Kerk. In 1829 werd bij de Catholic Emancipation Act geregeld dat katholieke gemeenten in Engeland weer bijeen mochten komen.
In 1868 gaf Henry Fitzalan-Howard, 15e graaf van Norfolk, de architect Joseph Hansom de opdracht om een nieuw katholiek gebedshuis te ontwerpen als een gepaste tegenhanger van het kasteel van Arundel. De stijl van de kathedraal is een navolging van de Franse gotiek, zoals de mode was tussen 1300 en 1400, de tijd waarin het Huis Howard en de hertogen van Norfolk een prominente plek in Engeland verkregen. Het gebouw heeft de hoogste Engelse monumentenstatus omdat de kerk geldt als een van de fraaiste voorbeelden van een neogotische kerk in stijl van de Franse gotiek.
De kerk was oorspronkelijk gewijd aan Onze Lieve Vrouw en Sint Filippus Neri. In 1971 werd na de heiligverklaring van Philip Howard, 20e graaf van Arundel de naam van de kerk gewijzigd. In de kathedraal worden de relieken van Philip Howard bewaard.

## Organist
In 2002 werd Elizabeth Stratford aangewezen als organist en Master of the Choristers van de kathedraal, waarmee ze de eerste vrouw was die de functie van Director of Music in een Engelse kathedraal bekleedde. Stratford heeft haar opleiding aan het St. Joseph's Catholic College te Bradford genoten en ze studeerde later aan de Universiteit van Huddersfield waarvoor ze een studiebeurs voor zang, muzikale compositie en orgel bij diverse fondsen kreeg. Ze studeerde ook orgel bij Gordon Stewart (orgel), koordirectie bij Simon Lindley en compositie bij Philip Wilby aan de Universiteit van Leeds. Ze volgde Alistair Warwick op als de organist en Director of Music van de kathedraal en ze doceert piano aan het Brighton College.

## Afbeeldingen

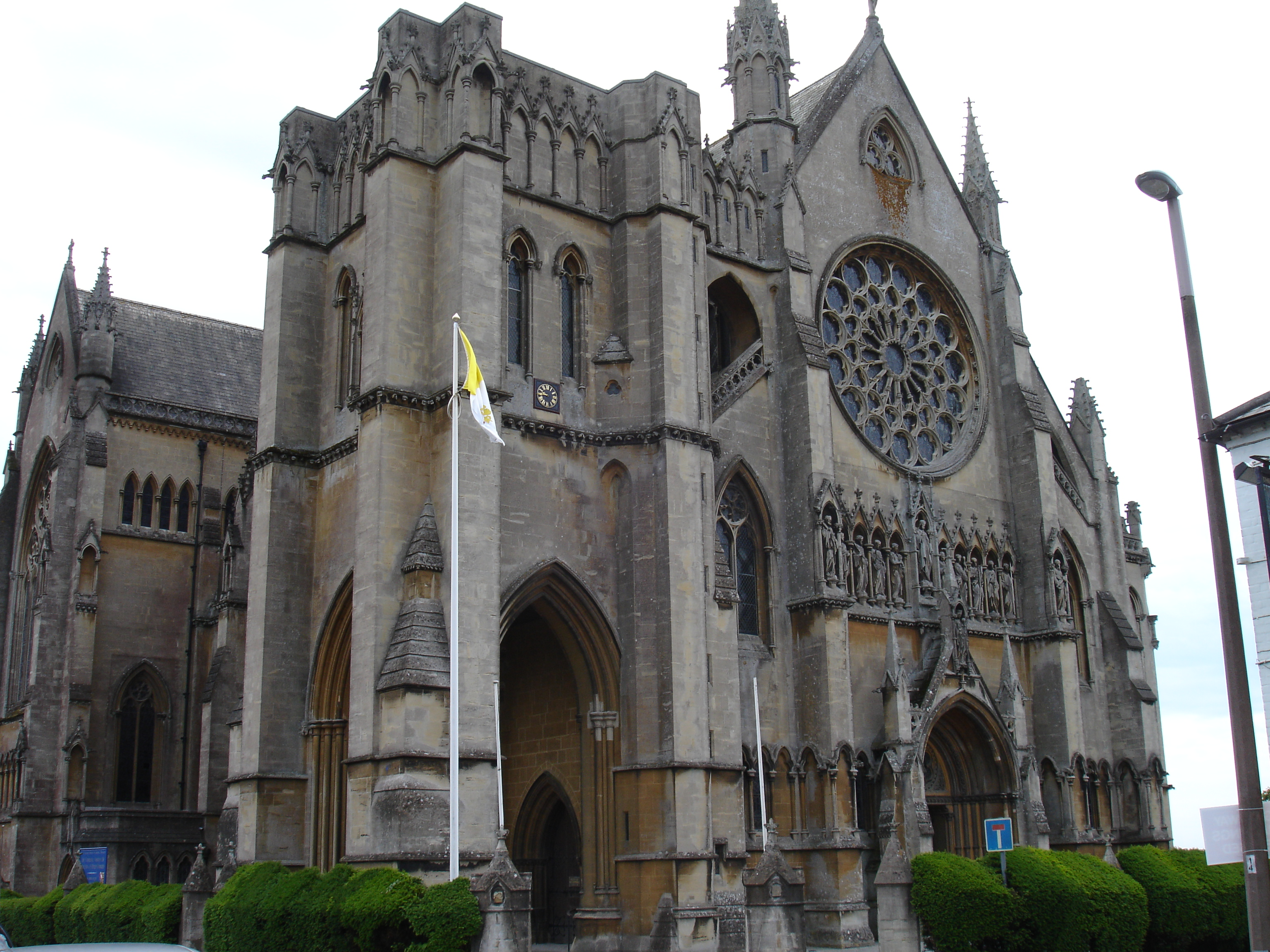
Ingang
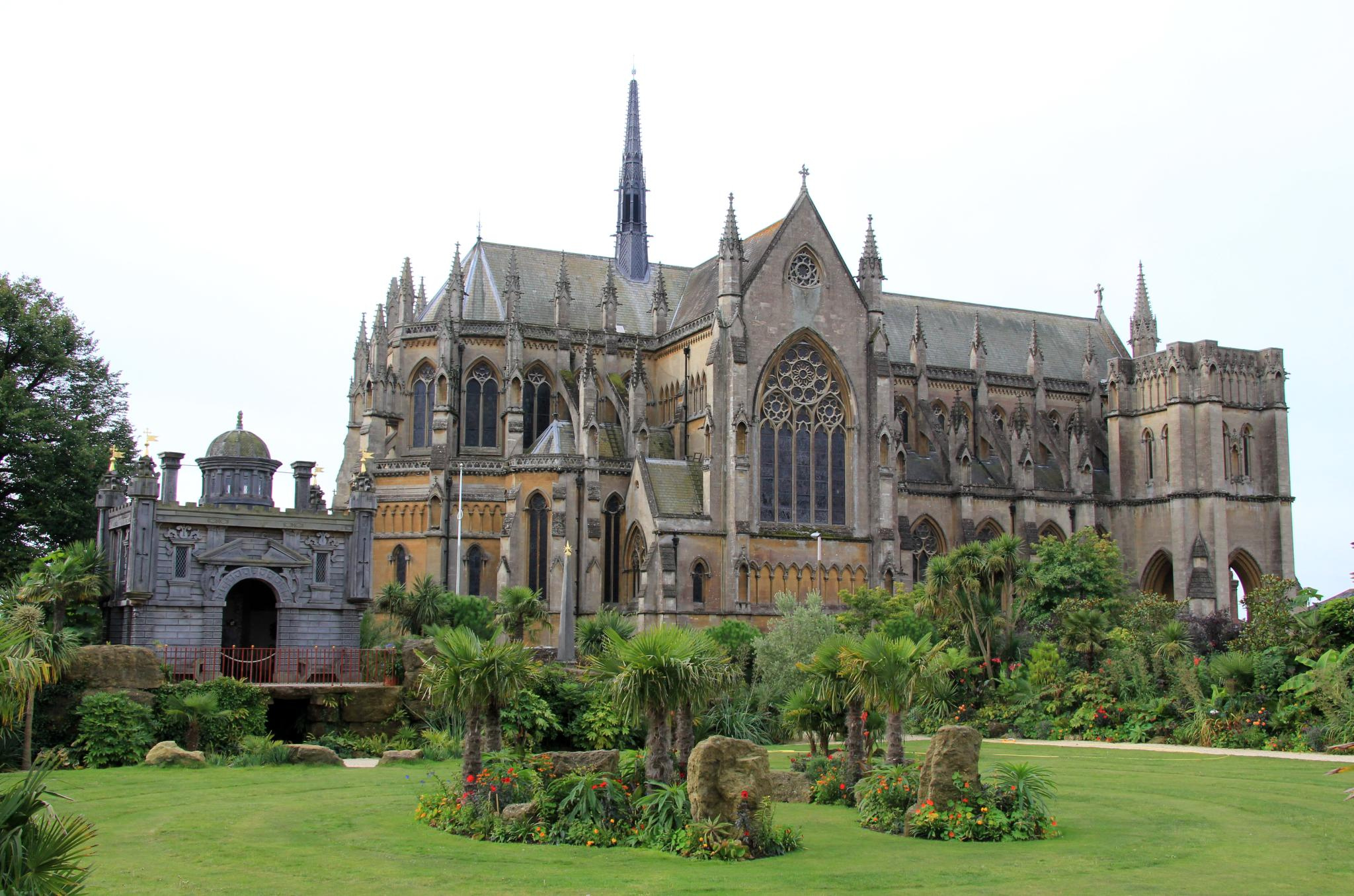
Exterieur
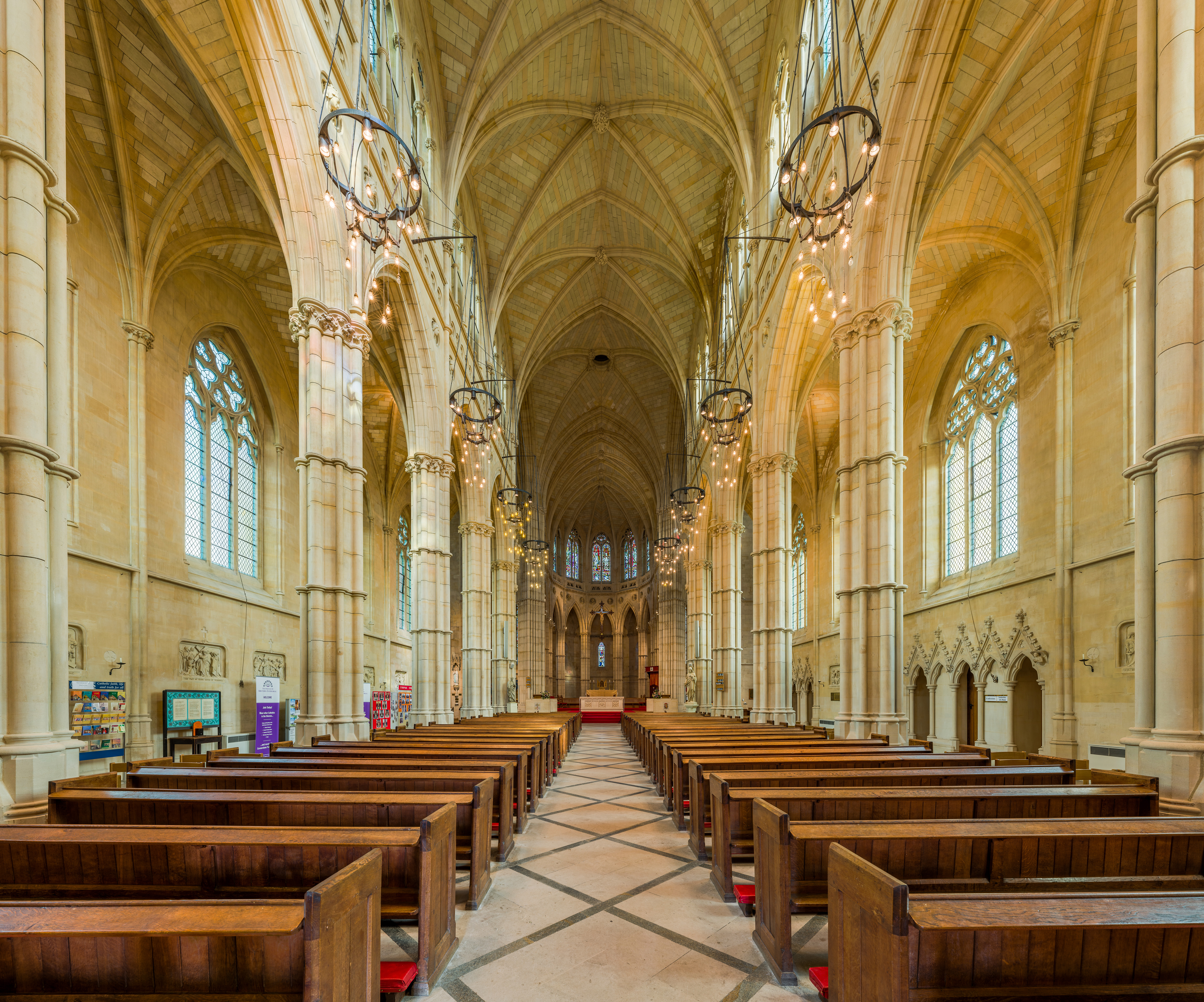
Het schip van de kathedraal
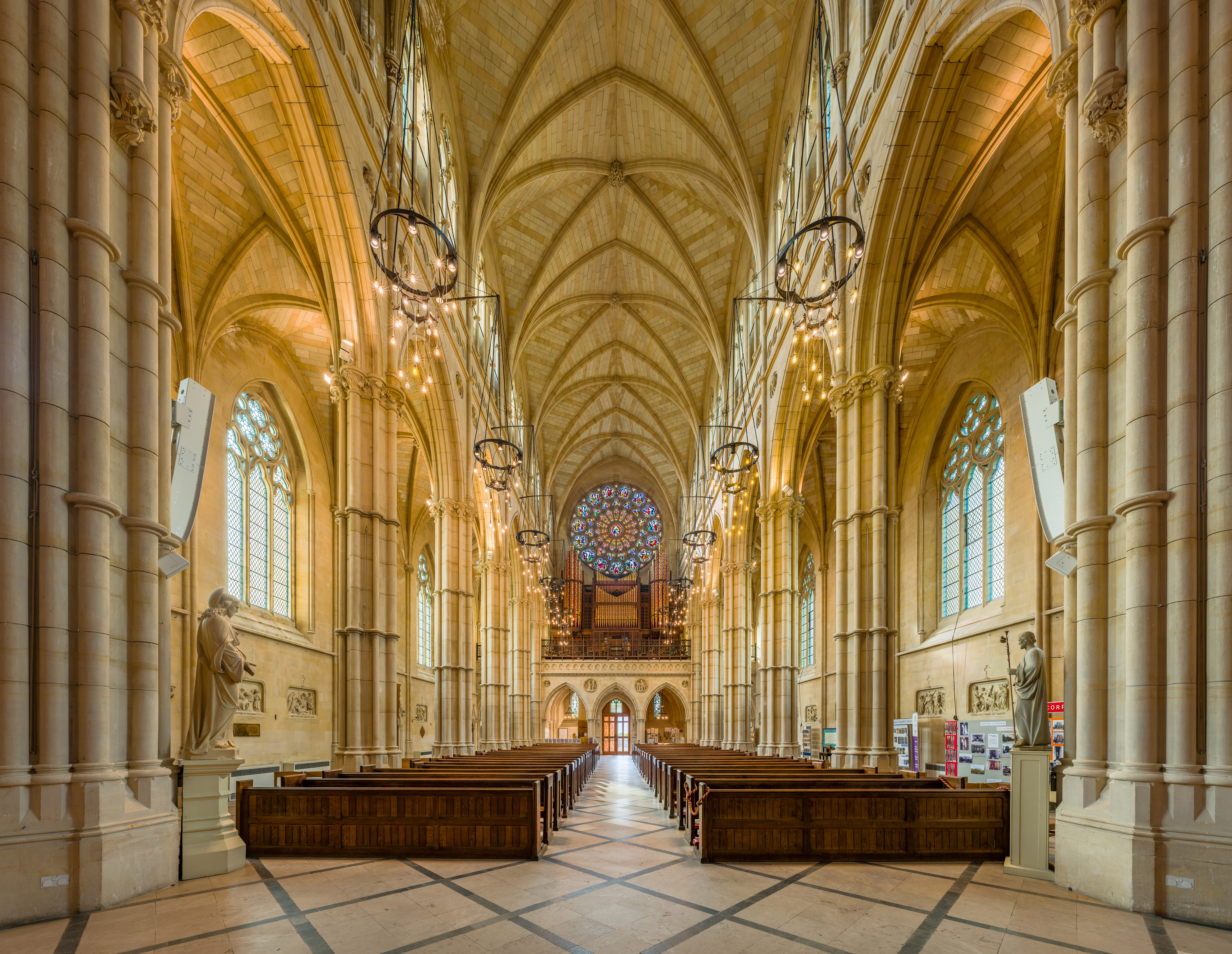
Het schip gezien richting de ingang
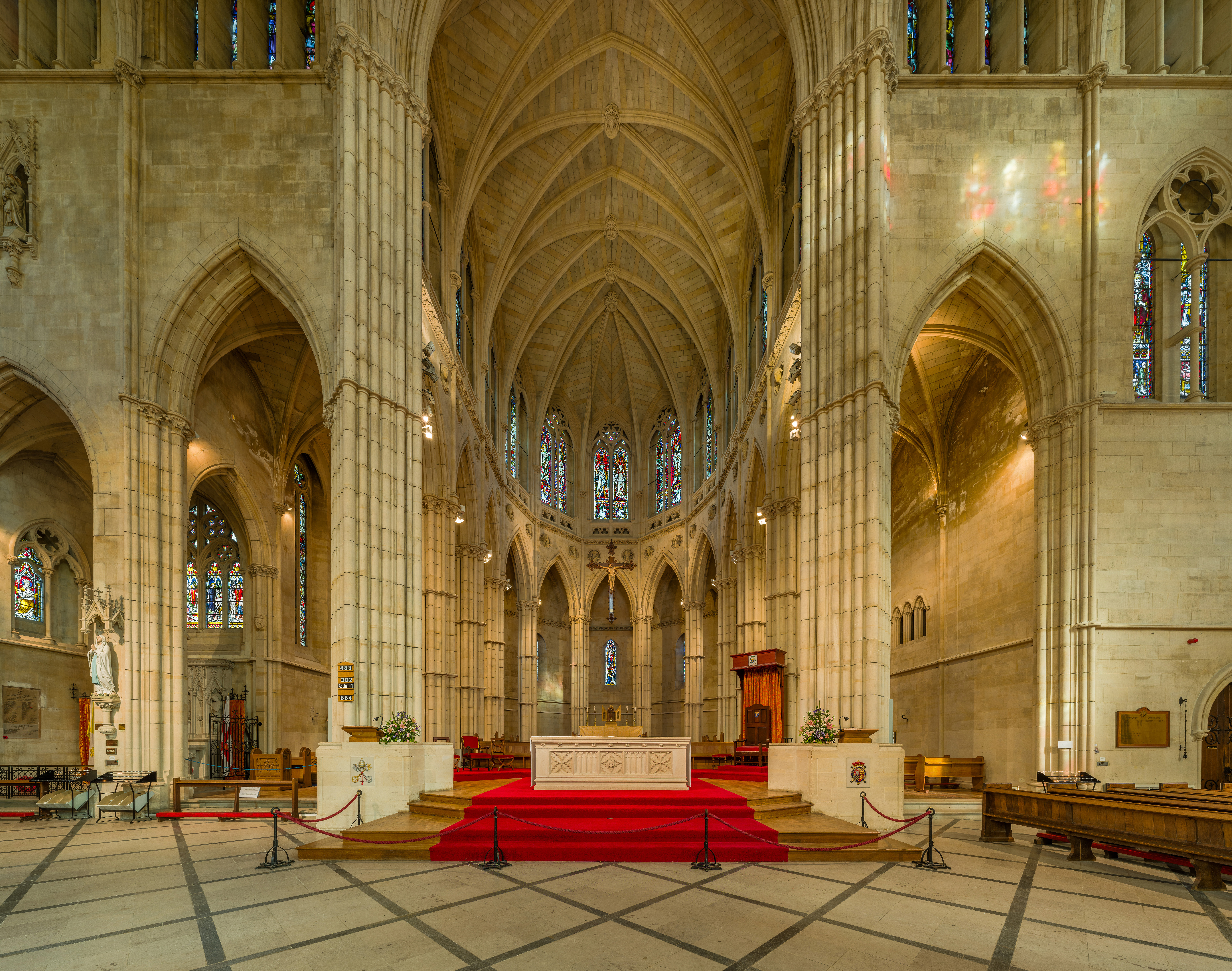
interieur van de kathedraal
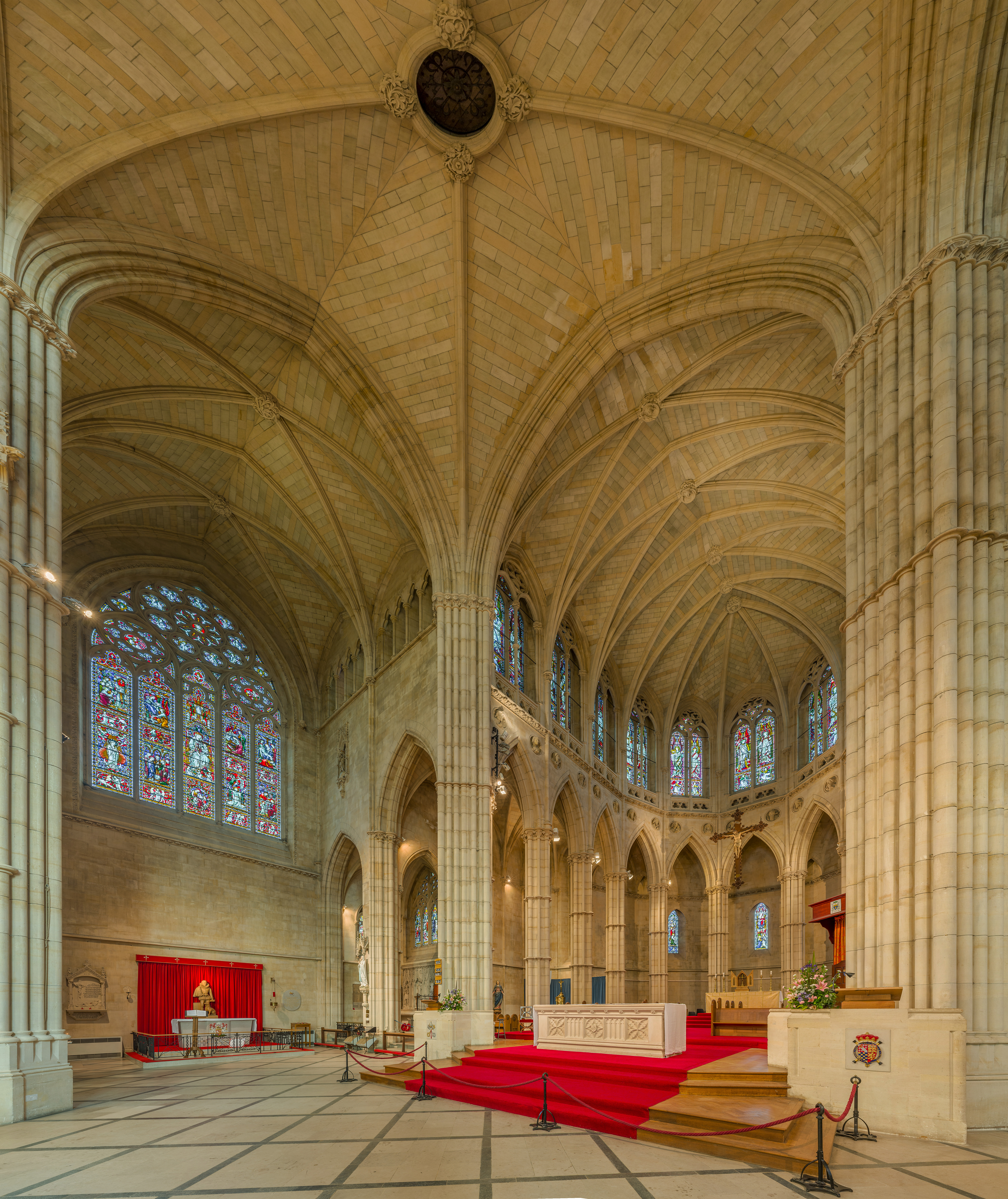
Interieur, gezien vanuit een rechte hoek
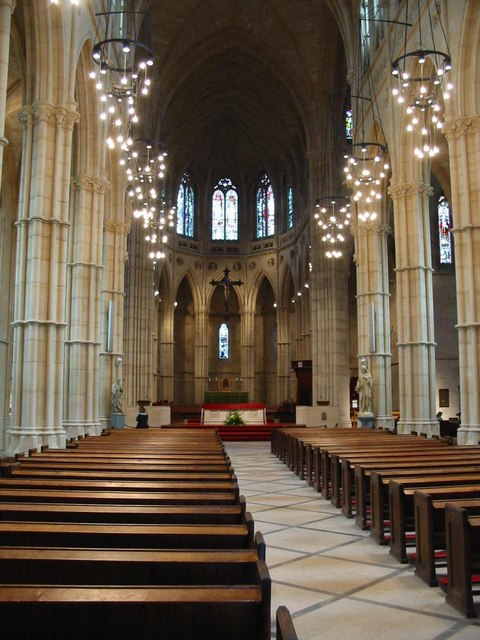
Interieur naar het oosten gezien
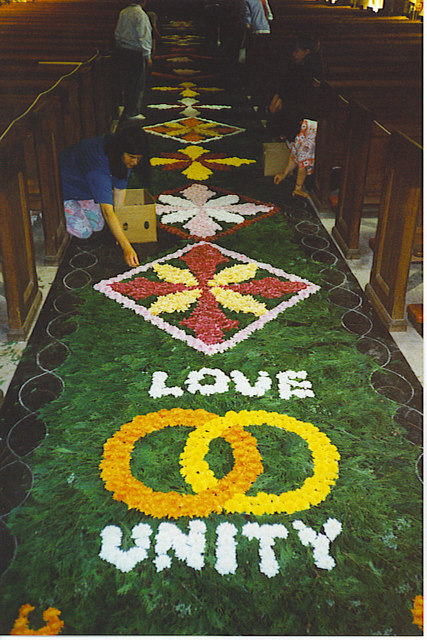
Bloementapijt voor de viering van sacramentsdag
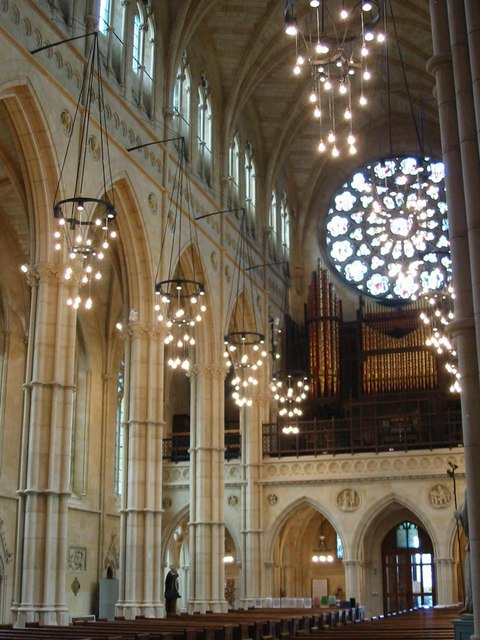
Interieur naar westen gericht met roosvenster en orgel